# Cheap Thrills (Album)

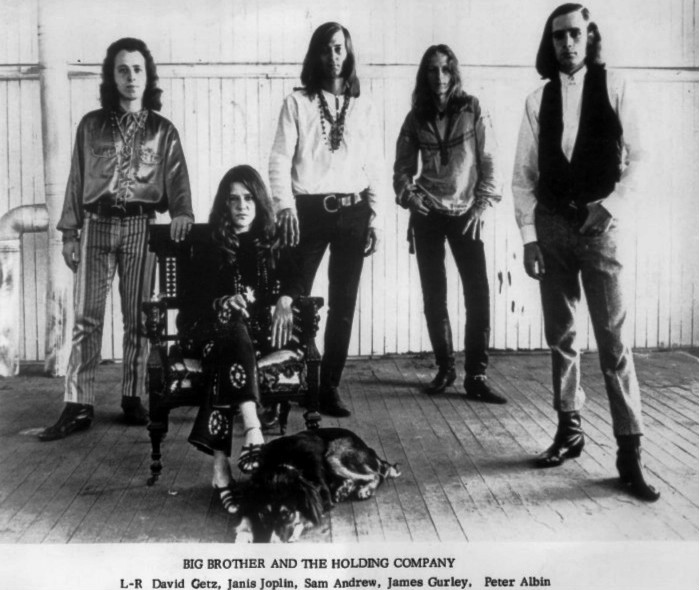
Big Brother and the Holding Company

Cheap Thrills ist das zweite Studioalbum der kalifornischen Rock- und Bluesband Big Brother and the Holding Company und wurde 1968 bei Columbia Records veröffentlicht. Mit dem Album konnte sich die Band um die Sängerin Janis Joplin zum ersten und einzigen Mal auf Platz 1 der Billboard Hot 100 platzieren; das hieraus veröffentlichte Lied Piece of My Heart erreicht Platz 12 der Singlecharts.

## Hintergrund und Veröffentlichung
Das Album wurde 1968 im Fillmore Auditorium in San Francisco aufgenommen und von John Simon produziert; es wurde als LP und Musikkassette bei Columbia Records veröffentlicht. Eine CD-Version ist seit 1987 verfügbar.
Der Aufnahme von Cheap Thrills ging die Veröffentlichung ihres Debütalbums Big Brother & the Holding Company sowie ein Auftritt der Band beim Monterey Pop Festival im Jahr 1967 voraus. Das Album wurde von den Mitgliedern der Band eingespielt: Die Gitarre spielte dabei James Gurley, Gitarre und Bass im Wechsel Sam Andrew und Peter Albin, das Schlagzeug Dave Getz, und den Gesang übernahm die Sängerin Janis Joplin. Die meisten der Lieder wurden von Mitgliedern der Band geschrieben, allerdings ist Summertime eine Interpretation der Arie aus der Oper Porgy and Bess, 1934 komponiert von DuBose Heyward und George Gershwin, und Ball And Chain eine Coverversion des gleichnamigen Liedes von Big Mama Thornton. Der auch als Single veröffentlichte Song Piece of My Heart wurde von Bert Berns und Jerry Ragovoy geschrieben, das Original wurde von Erma Franklins gesungen. Die Band und der Produzent fügten zudem Aufnahmen von Menschenmengen ein, um den Eindruck eines Live-Albums zu erwecken, für das es die Zuhörer später teilweise irrtümlich hielten.
Nach seiner Veröffentlichung am 12. August 1968 stieg das Album bis auf Platz 1 der amerikanischen Billboard Hot 100 und verblieb für acht Wochen auf dieser Position. Insgesamt blieb es mit 66 Wochen mehr als ein Jahr in den Charts. Das Album wurde mehr als 2 Millionen Mal verkauft und bereits im Oktober 1968 mit einer Goldenen Schallplatte ausgezeichnet. Eine Platin-Schallplatte bekam das Album im Jahr 1986, 2001 folgte eine weitere Platinplatte. Die Single Piece of My Heart stieg bis auf Platz 12 der Billboard Hot 100.

## Bewertung und Nachwirkung
In der Bewertung durch den Kritiker Max Reinhardt in der Anthologie 1001 Albums You Must Hear Before You Die lebte das Album vor allem von der rauen und natürlichen Stimme von Janis Joplin und ihren Anleihen aus dem zur damaligen Zeit typisch „schwarzen“ Blues, den sie als weiße texanische Sängerin annahm und interpretierte. Sie war durch die Hippie-Generation geprägt und die Band verband Blues mit anderen Stilrichtungen afroamerikanisch geprägter Musik wie Soul und Doo Wop. Letztlich war es jedoch ihre Stimme, die das Album zeitlos machte. Nach seiner Ansicht konnte allerdings auch die „manchmal bleierne Qualität“ der Band-Solos und -Rhythmen nicht mit der stimmlichen Qualität mithalten.
Nach dem Erfolg des Albums verließ Janis Joplin die Band und begann ihre Solokarriere. Laut Reinhardt war dies aufgrund der Qualitätsunterschiede nicht verwunderlich. Mit ihrer neuen Begleitband, in der auch Gitarrist Sam Andrew mitspielte, trat sie 1969 beim Woodstock-Festival auf und nahm das Album I Got dem Ol’ Kozmic Blues Again Mama auf. Big Brother and the Holding Company veröffentlichte 1970 ihr nächstes Album Be a Brother ohne Janis Joplin und Andrew.

## Cover
Das Cover des Albums wurde von dem amerikanischen Comiczeichner und Musiker Robert Crumb gezeichnet. Es ist im Comicstil gestaltet und zeigt in mehreren Einzelbildern Szenen mit den Titeln der Songs und weitere Angaben zum Album.

## Titelliste
Das Album besteht aus sieben Titeln. Dabei befanden sich bei der ursprünglichen LP-Version von 1968 vier Titel auf der A- und drei auf der B-Seite des Albums:
1. Combination of the Two (Sam Andrew) – 5:45
2. I Need a Man to Love (Janis Joplin, Sam Andrew) – 4:56
3. Summertime (DuBose Heyward, George Gershwin) – 3:59
4. Piece of My Heart (Bert Berns, Jerry Ragovoy) – 4:12
5. Turtle Blues (Janis Joplin) – 4:21
6. Oh, Sweet Mary (Janis Joplin, Peter Albin) – 4:16
7. Ball and Chain (Big Mama Thornton) – 9:30

## Belege
1. 1 2 3 4  Big Brother and the Holding Company – Cheap Thrills bei Discogs; abgerufen am 14. August 2020.
2. ↑  Big Brother and the Holding Company – Cheap Thrills bei Discogs; abgerufen am 14. August 2020.
3. ↑  Cheap Thrills in der Datenbank der Website der Recording Industry Association of America; abgerufen am 14. August 2020.
4. 1 2 3  Max Reinhardt: Big Brother and the Holding Company: Cheap Thrills (1968). In: Robert Dimery: 1001 Albums You Must Hear Before You Die. Quitessence Editions, 2016; S. 141. ISBN 978-1-84403-890-9